# Sofijiwka (Krywyj Rih)
Sofijiwka (ukrainisch Софіївка; russisch Софиевка Sofijewka) ist eine Siedlung städtischen Typs im Zentrum der Ukraine mit etwa 6600 Einwohnern (2019) und war bis Juli 2020 das administrative Zentrum des Rajons Sofijiwka.

## Geographie
Die Ortschaft befindet sich in der Oblast Dnipropetrowsk 90 km südwestlich von Dnipro und 43 km östlich von Krywyj Rih. Sie liegt am Oberlauf des Flusses Kamjanka, einem Nebenfluss des Basawluk.
Durch Sofijiwka führt die nationale Fernstraße N 11.

## Geschichte
Gegründet wurde Sofijiwka zwischen 1791 und 1796 von einem General der zaristischen Armee Namens Dunin, der das neugegründete Dorf nach seiner Frau Sophia benannte. Den Status einer Siedlung städtischen Typs besitzt der Ort seit dem Jahr 1957.

## Verwaltungsgliederung
Am 18. August 2016 wurde die Siedlung zum Zentrum der neugegründeten Siedlungsgemeinde Sofijiwka (Софіївська селищна громада/Sofijiwska selyschtschna hromada). Zu dieser zählten auch die 7 Dörfer Bratske, Ljubymiwka, Mychajliwka, Petrowe, Saporiske, Schyroke und Tarassiwka, bis dahin bildete sie zusammen mit den Dörfern Ljubymiwka, Mychajliwka, Petrowe, Schyroke und Tarassiwka die gleichnamige Siedlungsratsgemeinde Sofijiwka (Софіївська селищна рада/Sofijiwska selyschtschna rada) im Zentrum des Rajons Sofijiwka.
Am 20. Juni 2018 kamen noch die 10 Dörfer Kateryniwka, Kateryno-Nataliwka, Mykolajiwka, Nasariwka, Neperemoschne, Oleksandro-Biliwka, Petriwka, Selene, Wilne Schyttja und Wolodymyriwka sowie die Ansiedlung Loschkariwka zum Gemeindegebiet.
Am 12. Juni 2020 kamen dann noch weitere 10 in der untenstehenden Tabelle aufgelistete Dörfer zum Gemeindegebiet.
Am 17. Juli 2020 kam es im Zuge einer großen Rajonsreform zum Anschluss des Rajonsgebietes an den Rajon Krywyj Rih.
Folgende Orte sind neben dem Hauptort Sofijiwka Teil der Gemeinde:
| Name                     | Name               | Name                                    |
| ukrainisch transkribiert | ukrainisch         | russisch                                |
| ------------------------ | ------------------ | --------------------------------------- |
| Awdotiwka                | Авдотівка          | Авдотьевка (Awdotjewka)                 |
| Bratske                  | Братське           | Братское (Bratskoje)                    |
| Islutschyste             | Ізлучисте          | Излучистое (Islutschistoje)             |
| Kamjanka                 | Кам'янка           | Каменка (Kamenka)                       |
| Kateryniwka              | Катеринівка        | Катериновка (Katerinowka)               |
| Kateryno-Nataliwka       | Катерино-Наталівка | Катерино-Наталовка (Katerino-Natalowka) |
| Ljubymiwka               | Любимівка          | Любимовка (Ljubimowka)                  |
| Loschkariwka             | Лошкарівка         | Лошкарёвка (Loschkarjowka)              |
| Mychajliwka              | Михайлівка         | Михайловка (Michailowka)                |
| Mykolajiwka              | Миколаївка         | Николаевка (Nikolajewka)                |
| Nasariwka                | Назарівка          | Назаровка (Nasarowka)                   |
| Neperemoschne            | Непереможне        | Непереможное (Neperemoschnoje)          |
| Nowochortyzja            | Новохортиця        | Новохортица (Nowochortiza)              |
| Nowojuliwka              | Новоюлівка         | Новоюльевка (Nowojuljewka)              |
| Nowopetriwka             | Новопетрівка       | Новопетровка (Nowopetrowka)             |
| Oleksandro-Biliwka       | Олександро-Білівка | Александро-Беловка (Alexandero-Belowka) |
| Oleksijiwka              | Олексіївка         | Алексеевка (Alexejewka)                 |
| Petrowe                  | Петрове            | Петрово (Petrowo)                       |
| Petriwka                 | Петрівка           | Петровка (Petrowka)                     |
| Saporiske                | Запорізьке         | Запорожское (Saporoschskoje)            |
| Schyroke                 | Широке             | Широкое (Schirokoje)                    |
| Selene                   | Зелене             | Зелёное (Seljonoje)                     |
| Stepowe                  | Степове            | Степовое (Stepowoje)                    |
| Tarassiwka               | Тарасівка          | Тарасовка (Tarassowka)                  |
| Trudoljubiwka            | Трудолюбівка       | Трудолюбовка (Trudoljubowka)            |
| Wilne Schyttja           | Вільне Життя       | Вильне Життя (Wilne Schittja)           |
| Wolodymyriwka            | Володимирівка      | Владимировка (Wladimirowka)             |
| Wyschnewe                | Вишневе            | Вишнёвое (Wischnjowoje)                 |

## Bevölkerung
| 1959 | 1970 | 1979 | 1989 | 2001 | 2005 | 2013 | 2019 |
| ---- | ---- | ---- | ---- | ---- | ---- | ---- | ---- |
| 7764 | 7280 | 8067 | 8848 | 8327 | 7886 | 7704 | 6601 |

Quelle: 1959–2005, 2019;
2013